# Ioan Cioară
Ioan Cioara (n. 1892, Subcetate) a fost un delegat din partea Reuniunii învățătorilor  greco-catolici din ținutul Hațegului la Marea Adunare Națională de la Alba Iulia.

## Date biografice
A urmat, Școala primară și Preparandia la Oradea.